# Татауровское сельское поселение (Бурятия)
Се́льское поселе́ние «Татау́ровское» (бур. Татуурын hомон) — муниципальное образование в Прибайкальском районе Бурятии.
Административный центр — посёлок Татаурово.

## География
Расположено по левому берегу реки Селенги на северо-восточных отрогах Хамар-Дабана. На юге граничит с Иволгинским районом, на востоке по Селенге — с сельским поселением «Итанцинское», на севере и западе — с сельским поселением «Ильинское». По территории поселения проходят Транссибирская железнодорожная магистраль и федеральная автомагистраль Р258 «Байкал» в районе перевала Мандрик.

## Население
| 2002  | 2011  | 2012  | 2013  | 2014  | 2015  | 2016  |
| ----- | ----- | ----- | ----- | ----- | ----- | ----- |
| 3509  | ↘3107 | ↘3068 | ↘3053 | ↘3046 | ↗3076 | ↘3050 |
| 2017  | 2018  | 2019  | 2020  | 2021  | 2023  | 2024  |
| ↗3057 | ↘3054 | ↘3023 | ↗3039 | ↘2571 | ↘2545 | ↘2544 |

## Состав сельского поселения
| № | Населённый пункт | Тип населённого пункта          | Население |
| - | ---------------- | ------------------------------- | --------- |
| 1 | Еловка           | посёлок                         | ↘320      |
| 2 | Старое Татаурово | село                            | ↘992      |
| 3 | Татаурово        | посёлок, административный центр | ↘1810     |

## Инфраструктура
В административном центре поселения расположена ж.д. станция, рыбоперерабатывающий цех, филиал Байкальского колледжа туризма и сервиса (обучение профессиям механизаторов, водителей, автозаправщиков и др.).  Есть средняя школа, почта, амбулатория, отделение Сбербанка, дом культуры, магазины, автозаправочная станция.